# Catoptria incertellus
Catoptria incertellus là một loài bướm đêm trong họ Crambidae.